# Oege Bakker

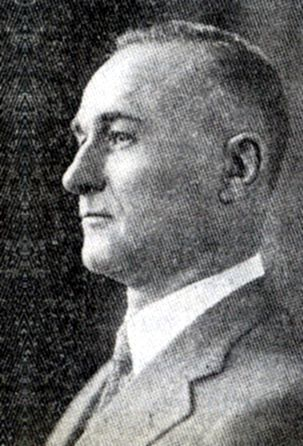
Dr. O. Bakker, 1920s

Oege Bakker (Grouw, 30 november 1890 - Den Haag, 18 januari 1955) was een Nederlands econoom, lid van de Algemene Rekenkamer en hoogleraar bedrijfshuishoudkunde aan de Nederlandse Economische Hogeschool. Hij stond vooral bekend om "zijn nuchtere oordeel."

## Levensloop
Bakker groeide op in Grouw en volgde de Rijkskweekschool voor onderwijzers in Deventer. In 1910 behaalde hij hier de akte voor onderwijzer en in 1913 de hoofdakte, de LO-akte Frans, de LO-Akte wiskunde en de MO-akte boekhouden. Gedurende de Eerste Wereldoorlog was hij gemobiliseerd. Na een jaar als adjunct-accountant gewerkt te hebben behaalde hij in 1920 het accountantsdiploma, en trad in rijksdienst als accountant bij de belastingdienst. Hiernaast studeerde hij af in economie aan de Nederlandsche Handels-Hoogeschool in Rotterdam in 1926. In 1932 promoveerde hij hier ook op het proefschrift "De wetten der toe- en afnemende meeropbrengsten".
Na zijn afstuderen in 1926 trad hij in dienst bij het Centraal Bureau voor de Statistiek, waarbij hij zich opwerkte tot chef afdeling economische en sociale statistieken en plaatsvervangend directeur. Bij Koninklijk Besluit werd hij in 1937 plaatsvervangend lid van de Algemene Rekenkamer en vanaf 1941 tot aan zijn dood in 1955 volwaardig lid van de Algemene Rekenkamer. Hij werkte hier onder het bewind van achtereenvolgens Rudolph Zuyderhoff, Theodorus Sanders en Marius de Bloeme.
Vanaf 1936 doceerde Bakker bedrijfshuishoudkunde aan de Nederlandse Economische Hogeschool in Rotterdam. In 1941 werd hij hier aangestelde als buitengewoon hoogleraar in de bedrijfshuishoudkunde en behield deze betrekking tot aan zijn dood in 1955.
In 1949 ontving Bakker de onderscheiding van Ridder in de Orde van de Nederlandse Leeuw.

## Werk
Bakker schreef diverse publicaties over economische onderwerpen, met name over economische statistiek en bedrijfshuishoudkunde. Over beide onderwerpen schreef hij een driedelige serie, die beide enige herdrukken beleefden. De driedelige serie over bedrijfshuishoudkunde was bedoeld als leerboek van de bedrijfskunde en was specifiek geschreven voor studenten voor de MO-akte boekhouden en het staatspraktijkdiploma voor handel en administratie.

### Budgetcyclus in de openbare financiën
In twee van zijn laatste werken uit de vijftiger jaren beschrijft Bakker de budgetcyclus in de openbare financiën van Nederland en van de Verenigde Staten. Terwijl de budgetten zelf in de regel op een jaar betrekking hebben, duurt de periode van het opstellen van budgetten aanzienlijk langer. Bakker (1953) onderkende hierin een budget-cyclus, waarin men vijf fasen kan onderscheiden:
- Fase 1: Opstellen van de begroting door de uitvoerende macht.
- Fase 2. Indiening van de begroting-inschattingen en voorstellen aan het parlement.
- Fase 3. De uitvoering van de begroting.
- Fase 4. Controle van de accountants, en
- Fase 5. Vaststelling van de accountants van het parlement.

Deze vijf fasen volgen elkaar chronologisch op, maar zullen elkaar in de praktijk ook deels overlappen.

## Publicaties
- 1932. De wetten der toe- en afnemende meeropbrengsten. Proefschrift Nederlandsche Handels-Hoogeschool Rotterdam. Amsterdam : Van der Marck.
- 1939. Prijsregeling en de theorie der vervangingswaarde.
- 1940. Bedrijfshuishoudkunde. Dl. 1. Purmerend : Muusses
- 1941-1955. Statistiek : een inleiding tot de statistische methode en haar toepassingen. 3 delen. Purmerend : Muusses
- 1941. Economische statistiek, bedrijfs-economische statistiek, administratieve statistiek. Groningen : Noordhoff
- 1942. Bedrijfshuishoudkunde. Dl. 2: Het financiewezen der onderneming. Purmerend : Muusses
- 1947. Bedrijfshuishoudkunde	Dl. 3: Balansleer. Purmerend : Muusses
- 1952. De budgetcyclus in de openbare financiën van Nederland. Den Haag : Van Stockum
- 1953. The budget cycle in public finance in the United States of America. The Hague : Van Stockum

- Biografisch Portaal: 97114033
- International Standard Name Identifier: 0000 0000 5051 4238
- Library of Congress Control Number: no2009000324
- Nederlandse Thesaurus van Auteursnamen: 069452288
- Parlement.com: vg09llyomqz5
- Virtual International Authority File: 7756983
- WorldCat: E39PBJpyry4DyW6R4p3FxKTbVC